# 장미색 지도

장미색 지도

장미색 지도(Mapa cor-de-rosa)는 아프리카 분할이 진행 중이던 1885년에 고안된 포르투갈의 계획으로 앙골라와 모잠비크 간의 내륙 지역에 대한 영유권 주장이다. 포르투갈은 명목상으로만 자국령이었던 지역들에 대한 종주권을 주장했는데, 해당 지역은 오늘날의 잠비아와 말라위의 넓은 지역 및 짐바브웨를 아우른다. 앙골라와 모잠비크에 있는 일부 해안 지역만을 장악했을 뿐이었고, 이런 상황에서 제기된 장미색 지도 계획은 1890년 1월 11일에 영국이 포르투갈에 전달한 최후통첩에 의해 실패로 돌아갔다.